# Staro Rudo
Staro Rudo (cyr. Старо Рудо) – wieś w Bośni i Hercegowinie, w Republice Serbskiej, w gminie Rudo. W 2013 roku liczyła 66 mieszkańców.